# Piper longiauriculatum
Piper longiauriculatum är en pepparväxtart som beskrevs av Truman George Yuncker. Piper longiauriculatum ingår i släktet Piper och familjen pepparväxter. Inga underarter finns listade i Catalogue of Life.